# Élections sénatoriales de 2017 en Indre-et-Loire
Les élections sénatoriales en Indre-et-Loire ont lieu le dimanche 24 septembre 2017. Elles ont pour but d'élire les sénateurs représentant le département au Sénat pour un mandat de six années.

## Contexte départemental
Lors des élections sénatoriales de 2011 en Indre-et-Loire, trois sénateurs ont été élus : une PCF, Marie-France Beaufils, et deux PS, Jean-Jacques Filleul et Jean Germain.
Depuis, tous les effectifs du collège électoral des grands électeurs ont été renouvelés, avec les élections législatives de 2017, les élections régionales de 2015, les élections départementales de 2015 et les élections municipales de 2014.

## Sénateurs sortants
| Sénateur | Sénateur              | Parti | Fonctions lors de l'élection en 2011                |
| -------- | --------------------- | ----- | --------------------------------------------------- |
|          | Marie-France Beaufils | PCF   | Sénatrice sortante, maire de Saint-Pierre-des-Corps |
|          | Jean-Jacques Filleul  | LREM  | Maire de Montlouis-sur-Loire                        |
|          | Stéphanie Riocreux    | LREM  | Maire de Benais                                     |

## Présentation des listes et des candidats
Les nouveaux représentants sont élus pour une législature de 6 ans au suffrage universel indirect par les 1 537 grands électeurs du département. En Indre-et-Loire, les sénateurs sont élus au scrutin proportionnel plurinominal. Leur nombre reste inchangé, trois sénateurs sont à élire et cinq candidats doivent être présentés sur la liste pour qu'elle soit validée. Chaque liste de candidats est obligatoirement paritaire et alterne entre les hommes et les femmes. 
Neuf listes ont été déposées dans le département, comportant chacune cinq noms. Elles sont présentées ici dans l'ordre de leur dépôt à la préfecture et comportent l'intitulé figurant aux dossiers de candidature.

### «5 maires en action pour l'Indre-et-Loire» (DVG)
| N° | Candidats | Candidats         | Parti | Principales fonctions       |
| -- | --------- | ----------------- | ----- | --------------------------- |
| 01 |           | Christian Gatard  | DVG   | Maire de Chambray-lès-Tours |
| 02 |           | Régine Rezeau     | DVG   | Maire de Sepmes             |
| 03 |           | Olivier Bouissou  | DVG   | Maire de Saché              |
| 04 |           | Corinne Chailleux | DVD   | Maire de Druye              |
| 05 |           | Richard Chatelier | DVD   | Maire de Nazelles-Négron    |

### «Bleu marine pour la défense de nos communes et de nos départements» (FN)
| N° | Candidats | Candidats              | Parti | Principales fonctions                                           |
| -- | --------- | ---------------------- | ----- | --------------------------------------------------------------- |
| 01 |           | Daniel Fraczak         | FN    | Conseiller régional                                             |
| 02 |           | Véronique Péan         | FN    | Conseillère régionale, conseillère municipale de Joué-lès-Tours |
| 03 |           | Stanislas de La Ruffie | FN    | Conseiller régional                                             |
| 04 |           | Eva Kukulski           | FN    |                                                                 |
| 05 |           | Gilles Godefroy        | FN    | Conseiller régional, conseiller municipal de Tours              |

### «Ensemble pour nos territoires» (UDI diss.)
| N° | Candidats | Candidats          | Parti | Principales fonctions                                   |
| -- | --------- | ------------------ | ----- | ------------------------------------------------------- |
| 01 |           | Christine Fauquet  | UDI   | Conseillère régionale, maire de Saint-Règle             |
| 02 |           | Thomas Gelfi       | UDI   | Conseiller départemental                                |
| 03 |           | Valérie Gervès     | DVD   | Conseillère départementale, adjointe au maire de Loches |
| 04 |           | Stéphane Pradillon | DVD   | Conseiller municipal de Cormery                         |
| 05 |           | Catherine Lemaire  | DVD   | Maire de Saint-Christophe-sur-le-Nais                   |

### «Engagé(e)s pour la Touraine, liste républicaine et citoyenne» (PCF)
| N° | Candidats | Candidats              | Parti | Principales fonctions                     |
| -- | --------- | ---------------------- | ----- | ----------------------------------------- |
| 01 |           | Jean-Michel Bodin      | PCF   |                                           |
| 02 |           | Michèle Marrek-Lemarié | PCF   | Adjointe au maire de Château-Renault      |
| 03 |           | Dominique Melin        | PCF   | Conseiller municipal d'Artannes-sur-Indre |
| 04 |           | Josette Blanchet       | PCF   | Conseillère municipale de Tours           |
| 05 |           | Guy Moreau             | PCF   |                                           |

### « La Touraine en marche! » (LREM)
| N° | Candidats | Candidats         | Parti | Principales fonctions                                    |
| -- | --------- | ----------------- | ----- | -------------------------------------------------------- |
| 01 |           | Martine Chaigneau | LREM  | Conseillère départementale                               |
| 02 |           | Rémi Leveau       | LREM  | Conseiller départemental, conseiller municipal d'Amboise |
| 03 |           | Françoise Amiot   | LREM  | Conseillère municipale de Tours                          |
| 04 |           | Antoine Campagne  | DVD   | Maire de Cormery                                         |
| 05 |           | Céline Delagarde  | LREM  | Conseillère municipale de Chinon                         |

### «Toute la Touraine» (UDI)
| N° | Candidats | Candidats             | Parti | Principales fonctions                       |
| -- | --------- | --------------------- | ----- | ------------------------------------------- |
| 01 |           | Pierre Louault        | UDI   | Conseiller départemental, maire de Chédigny |
| 02 |           | Michelle Duvault      | DVD   | Maire de Pont-de-Ruan                       |
| 03 |           | Alain Anceau          | UDI   | Maire de Saint-Roch                         |
| 04 |           | Anne-Christine Garcia | UDI   | Adjointe au maire de Luynes                 |
| 05 |           | Alain Guillemin       | UDI   | Maire de Saint-Avertin                      |

### «La force de notre engagement» (LR)
| N° | Candidats | Candidats               | Parti | Principales fonctions                                     |
| -- | --------- | ----------------------- | ----- | --------------------------------------------------------- |
| 01 |           | Serge Babary            | LR    | Maire de Tours                                            |
| 02 |           | Isabelle Raimond-Pavero | LR    | Conseillère départementale, adjointe au maire de Chinon   |
| 03 |           | Antoine Trystram        | LR    | Maire de Semblançay                                       |
| 04 |           | Jocelyne Cochin         | LR    | Conseillère départementale, maire de La Croix-en-Touraine |
| 05 |           | Jacques Barbier         | LR    | Maire de Descartes                                        |

### «La voix des territoires» (PS)
| N° | Candidats | Candidats        | Parti | Principales fonctions                |
| -- | --------- | ---------------- | ----- | ------------------------------------ |
| 01 |           | Laurent Baumel   | PS    |                                      |
| 02 |           | Brigitte Vengeon | PS    | Adjointe au maire de Château-Renault |
| 03 |           | Alain Dayan      | PS    |                                      |
| 04 |           | Florence Grandin | PS    | Adjointe au maire de Huismes         |
| 05 |           | Joël Ageorges    | PS    |                                      |

### « l'Écologie: penser global, agir local et mondial» (EELV)
| N° | Candidats | Candidats         | Parti | Principales fonctions               |
| -- | --------- | ----------------- | ----- | ----------------------------------- |
| 01 |           | Gilles Deguet     | EELV  | Conseiller régional                 |
| 02 |           | Sabrina Hamadi    | EELV  | Conseillère régionale               |
| 03 |           | Christophe Ahuir  | EELV  | Adjoint au maire de Nazelles-Négron |
| 04 |           | Lise Couedy-Gruet | EELV  |                                     |
| 05 |           | Patrick Deboise   | EELV  |                                     |

## Résultats
| Tête de liste                                                            | Tête de liste            | Liste                                | Voix  | %     | Sièges |
| ------------------------------------------------------------------------ | ------------------------ | ------------------------------------ | ----- | ----- | ------ |
|                                                                          | Serge Babary             | Les Républicains                     | 402   | 27,14 | 2      |
| La force de notre engagement                                             |                          |                                      | 402   | 27,14 | 2      |
|                                                                          | Pierre Louault           | Union des démocrates et indépendants | 332   | 22,42 | 1      |
| Toute la Touraine                                                        |                          |                                      | 332   | 22,42 | 1      |
|                                                                          | Martine Chaigneau        | La République en marche              | 186   | 12,56 | 0      |
| La Touraine en marche                                                    |                          |                                      | 186   | 12,56 | 0      |
|                                                                          | Christian Gatard         | Divers gauche                        | 151   | 10,20 | 0      |
| 5 maires en action pour l'Indre-et-Loire                                 |                          |                                      | 151   | 10,20 | 0      |
|                                                                          | Laurent Baumel           | Parti socialiste                     | 138   | 9,32  | 0      |
| La voix des territoires                                                  |                          |                                      | 138   | 9,32  | 0      |
|                                                                          | Christine Fauquet        | Divers droite (UDI)                  | 107   | 7,22  | 0      |
| Ensemble, pour nos territoires                                           |                          |                                      | 107   | 7,22  | 0      |
|                                                                          | Jean-Michel Bodin        | Parti communiste français            | 93    | 6,28  | 0      |
| Engagé(e)s pour la Touraine, liste républicaine et citoyenne             |                          |                                      | 93    | 6,28  | 0      |
|                                                                          | Gilles Deguet            | Écologiste (EELV)                    | 40    | 2,70  | 0      |
| L'écologie : penser global, agir local et mondial                        |                          |                                      | 40    | 2,70  | 0      |
|                                                                          | Daniel Fraczak           | Front national                       | 32    | 2,16  | 0      |
| Liste bleu marine pour la défense de nos communes et de nos départements |                          |                                      | 32    | 2,16  | 0      |
|                                                                          |                          |                                      |       |       |        |
| Suffrages exprimés                                                       | Suffrages exprimés       | Suffrages exprimés                   | 1 481 | 97,88 |        |
| Votes blancs                                                             | Votes blancs             | Votes blancs                         | 16    | 1,06  |        |
| Votes nuls                                                               | Votes nuls               | Votes nuls                           | 16    | 1,06  |        |
| Total                                                                    | Total                    | Total                                | 1 513 | 100   | 3      |
| Abstention                                                               | Abstention               | Abstention                           | 24    | 1,56  |        |
| Inscrits / participation                                                 | Inscrits / participation | Inscrits / participation             | 1 537 | 98,44 |        |